# Angélina Nava
Angélina Nava (La Ciotat, 4 november 2006) is een Franse zangeres die bekend werd als winnaar van het vierde seizoen van de Franse versie van The Voice Kids.

## Beschrijving
Nava groeide op als kind van Italiaanse en Franse ouders, beide dansleraars in La Ciotat, een dorp in de Provence in het Zuid-Oosten van Frankrijk.
Ze besloot om al op jonge leeftijd mee te doen aan het talentenprogramma The Voice Kids, waar ze op televisie het nummer "All in You" zong. Ze koos voor Patrick Fiori als haar coach. In de finale zong ze het nummer "Tous les mêmes" (Alles is hetzelfde) en deed wederom het nummer "All in You", waar ze mee won.
Nava mocht een jaar later Frankrijk vertegenwoordigen tijdens het Junior Eurovision Song Contest in 2018 met het nummer "Jamais sans toi" (Nooit zonder jou). Ze eindigde hiermee op de tweede plaats.
Ze bracht in 2019 haar debuutalbum uit, getiteld "Ma voie" (Mijn manier).

## Discografie

### Albums
- Ma voie (april 2019)
- Ma voie (Édition Collector) (november 2019)

### Singles
- "Jamais sans toi" (2018)
- "Maman me dit" (2019)
- "Qui dit mieux?" (2019)
- "Héros" (2021)